# Gerd Āshvān
Gerd Āshvān (persiska: گرد آشوان) är en ort i Iran.   Den ligger i provinsen Västazarbaijan, i den nordvästra delen av landet, 600 km väster om huvudstaden Teheran. Gerd Āshvān ligger 1 397 meter över havet och antalet invånare är 170.
Terrängen runt Gerd Āshvān är kuperad åt sydost, men åt nordväst är den platt. Runt Gerd Āshvān är det ganska glesbefolkat, med 48 invånare per kvadratkilometer. Närmaste större samhälle är Piranshahr, 8,4 km nordväst om Gerd Āshvān. Trakten runt Gerd Āshvān består till största delen av jordbruksmark.